# Piratpartiet (Finland)

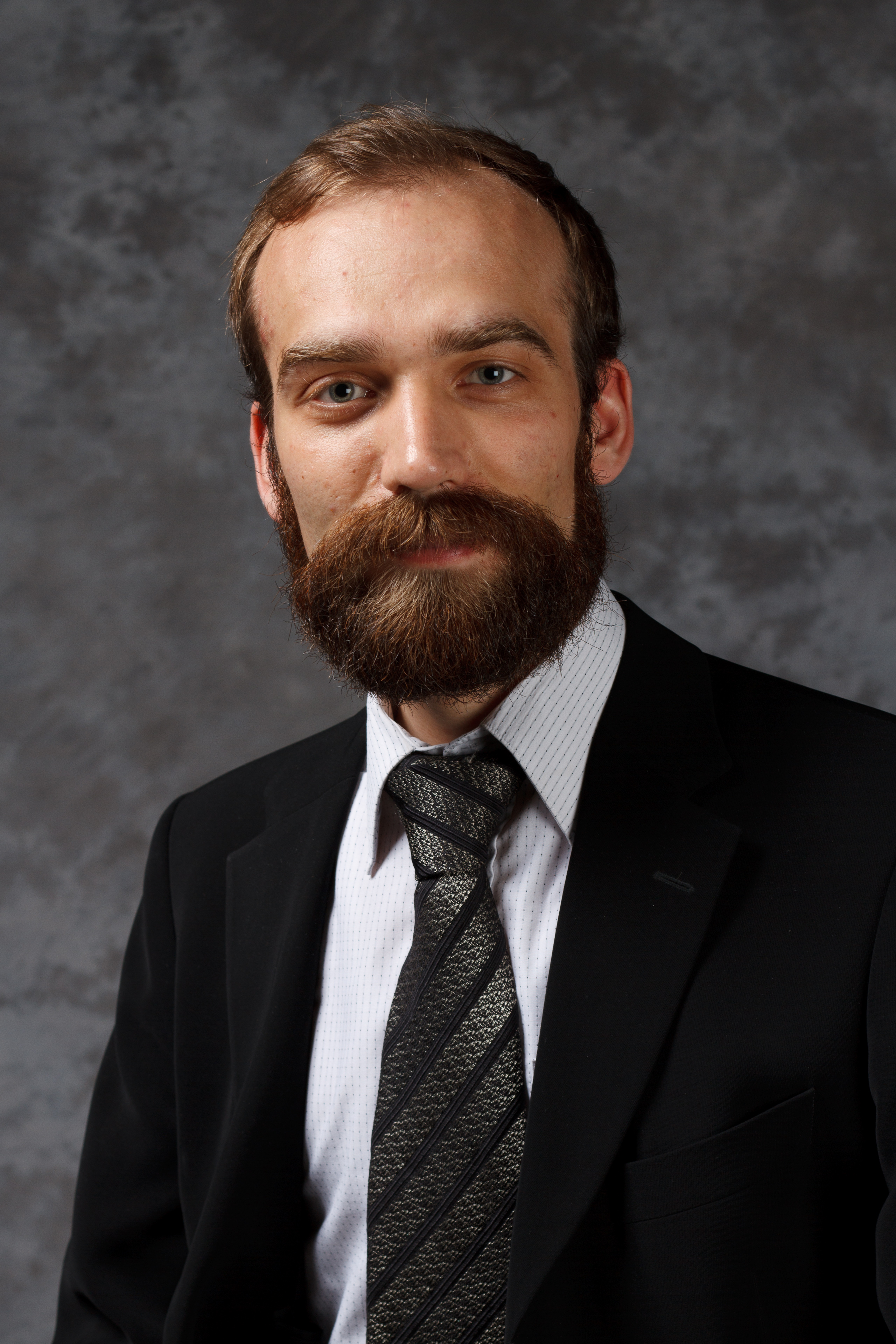
Partiordförande Harri Kivistö

Piratpartiet (finska Piraattipuolue) är ett registrerat politiskt parti i Finland och är ett systerparti till Piratpartiet i Sverige. Organisationen har över 3 800 medlemmar, och partiordförande sedan 2022 är Pekka Mustonen.  
Domännamnet piraattipuolue.fi registrerades i januari 2008 av Matti Hiltunen som även startade ett diskussionsforum på webbplatsen. I maj samma år grundades partiet i Tammerfors av ungefär 50 medlemmar och i september började samlingen av de 5 000 namnunderskrifter som behövs för att registrera ett politiskt parti i Finland. Partiet intogs i partiregistret 13 augusti 2009.

## Valresultat
Partiets mål var att delta i Europaparlamentsvalet 2009, men hann inte, då samlandet av namnunderskrifter dröjde till juni. Piratpartiet deltog i kommunalvalet 2009 i Lovisa med en kandidat, Mikael Böök, utan att få mandat. Nästa mål var riksdagsvalet 2011, där partiet fick 15 103 röster – 0,5 procent – vilket teoretiskt motsvarar ett mandat, men på grund av indelningen i valkretsar inte räcker. I Europaparlamentsvalet 2014 fick partiet 12 355 röster (0,7 procent av alla avlagda röster) och vann därmed inget mandat i Europaparlamentet.

## Politiska målsättningar
- Utveckla demokrati, skydda medborgarrättigheter och öka transparensen inom politik
- Befria information och kultur
- Granska patentsystemet
- Öka skyddet av privatliv och uttrycksfrihet
- Införa basinkomst/medborgarlön[10]
- Avskaffa bytet mellan sommar- och vintertid[10]

## Ungdomsorganisation
Partiet har en ungdomsorganisation, Piratungdom (finska: Piraattinuoret), som grundades 5 februari 2009 i Helsingfors. Piratungdom har en övre åldersgräns på 28 år. Medlemskap i ungdomsorganisationen är kostnadsfritt.